# Johnny Cárdenas Cerrón
Johnny Cárdenas Cerrón (Huancayo, 31 de agosto de 1972) es un administrador de empresas, empresario y político peruano. Fue congresista de la república por Junín durante el periodo 2011-2016.

## Biografía
Nació en la ciudad de Huancayo, el 31 de agosto de 1972.
Cursó sus estudios primarios en el Colegio Mariscal Castilla de esa ciudad y los secundarios en el Colegio Ramiro Villaverde Lazo también de Huancayo. Cursó estudios superiores en la Universidad Nacional del Centro del Perú entre 1994 y 1998 obteniendo el grado de bachiller en administración de empresas. Desde entonces se desempeñó en el sector privado.

## Carrera política
Fue militante del Partido Nacionalista Peruano de Ollanta Humala y participó en las elecciones municipales del año 2006 como candidato a regidor de la provincia de Huancayo, sin embargo, no resultó elegido.

### Congresista de la República
En las elecciones parlamentarias del año 2011, Johnny Cárdenas postuló al Congreso de la República por la circunscripción electoral de Junín de la alianza Gana Perú. Cárdenas fue elegido como congresista de la república, obteniendo 34,017 votos, y juramentado para el periodo parlamentario 2011-2016.
Durante su gestión como congresista, ejerció como presidente de la Comisión de Presupuesto y miembro de la Comisión de Economía.
Cárdenas se caracterizó por sus polémicas condecoraciones en favor a la trayectoria artística, una de ellas fue cuando en el año 2014 se disfrazó de payaso durante una ceremonia de reconocimiento a los artistas del circo nacional, realizada en el Hemiciclo Raúl Porras Barrenechea del Congreso. También condecoró a los cómicos Melcochita, Miguel “El Chato” Barraza y Adolfo Chuiman, así como al actor Osvaldo Cattone.
En el año 2013, Cárdenas generó polémicas tras invitar a la modelo Tilsa Lozano a una conferencia basado en el tema de prevención del VIH.
En marzo del 2016, Johnny Cárdenas renunció al Partido Nacionalista Peruano tras la crisis del partido ante las elecciones generales de ese mismo año. Actualmente se encuentra afiliado al partido Perú Libre desde el año 2023.